# Budki Stare
Budki Stare – wieś w Polsce położona w województwie wielkopolskim, w powiecie kolskim, w gminie Osiek Mały.
Do 2023 miejscowość nazywała się Stare Budki.
W latach 1975–1998 miejscowość administracyjnie należała do województwa konińskiego.